# Planta solar Alt Daber
La planta solar Alt Daber (en inglés, Solarpark Alt Daber) es una planta fotovoltaica situada en Brandeburgo, Alemania. Cuenta con 67.8 megavatios pico (MWp, 90,900 hp). Fue terminada el 3 de diciembre de 2011, con un coste superior a  €100 millones. Está programada para producir 71 GWh/año. Se construyó sobre los terrenos de un antiguo aeropuerto militar.
En 2014, se le añadió un prototipo de sistema de almacenamiento de baterías para permitir la regulación de frecuencia.